# Suphisellus bicolor
Suphisellus bicolor är en skalbaggsart som först beskrevs av Thomas Say 1830.  Suphisellus bicolor ingår i släktet Suphisellus och familjen grävdykare.

## Underarter
Arten delas in i följande underarter:
- S. b. punctipennis
- S. b. bicolor